# نوديق
نوديق هي قرية في مقاطعة ميانة، إيران. عدد سكان هذه القرية هو 198 في سنة 2006.